# Дивоптах-серподзьоб західний
Дивоптах-серподзьоб західний (Drepanornis bruijnii) — вид горобцеподібних птахів родини дивоптахових (Paradisaeidae).

## Назва
Вид названо на честь нідерландського купця і натураліста Антоні Аугустуса Брюйна (1842—1890).

## Поширення
Ендемік Нової Гвінеї. Поширений вздовж північного узбережжя острова від затоки Чендравасіх до річки Сепік. Мешкає у первинних та вторинних низових тропічних лісах.

## Опис
ТІло завдовжки 33-35 см, вагою 160—207 г. Зовні птах схожий на велику нектарку — формою тіла, яскравим оперенням, довгим вигнутим дзьобом та коротким хвостом. Помітний чіткий статевий диморфізм. Самиці мають чорнувату голову та потилицю, жовтуваті щоки та горло, коричнево-жовті груди та живіт з поодинокими пір'їнами, окантованими темно-коричневим кольором; спина та крила коричневі, а хвіст — каштановий. Самець також має чорну голову та коричневу спинку та крила, але щоки та горло також чорні, груди та живіт попелясті, хвіст червонувато-коричневий, а на флангах — блискусо зелений колір, який також присутній у верхній частині грудей; по боках грудей є пучок сіро-чорнуватого еректильного пір'я з бронзовими краями. У обох статей є велика ділянка голої синювато-блакитної шкіри навколо очей. Очі карі. Ноги чорні. Дзьоб синювато-сірий.

## Спосіб життя
Трапляється поодинці. Більшу частину життя проводить під пологом лісу, де шукає поживу. Живиться комахами, іншими безхребетними, дрібними хребетними та плодами дерев.
Немає достовірних даних про розмноження цих птахів, однак токування самців спостерігали в серпні, а гніздових самиць у листопаді.